# KHL Zagreb
Der KHL Zagreb ist eine kroatische Eishockeyvereinsmannschaft aus Zagreb. Der Eishockeyverein wurde im Jahr 1982 gegründet und spielt in der kroatischen Meisterschaft, die er bisher viermal gewinnen konnte. Zudem nimmt der Verein seit 2007 an der Pannonischen Liga teil, der fünf Teams aus Serbien und zwei aus Kroatien angehören.
Das Vereinsmotto lautet: „Schule des Eishockeys - Neu Zagreb“ („Škola hokeja na ledu Novi Zagreb“). Unter diesem Motto begann der Eishockeyverein seine erfolgreiche Arbeit mit dem Ziel, die jüngeren Vereinsmitglieder systematisch auszubilden, um eine qualitative Basis für die Wettbewerbe aller Altersklassen zu schaffen.

## Geschichte

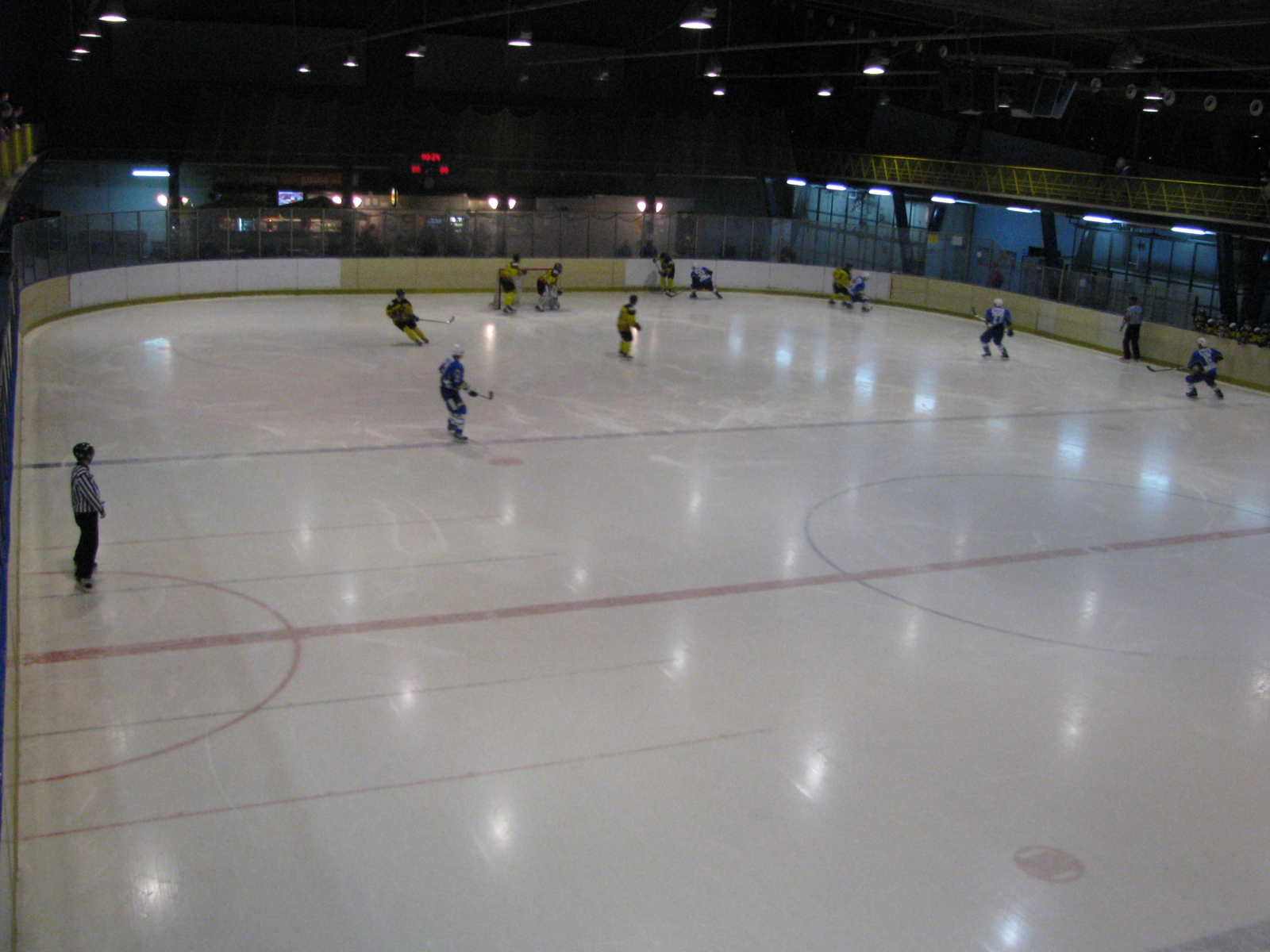
Innenansicht der Dvorana Velesajam

Bereits in der Saison 1991/92 gewannen die Senioren des KHL Zagreb die erste Kroatische Eishockeymeisterschaft nach der Unabhängigkeit des Landes 1991. Diesen Erfolg konnte der Verein bisher dreimal wiederholen. Während des Unabhängigkeitskrieges hatte der Verein seine Spielpraxis unterbrochen. Sportlich wurde dieses, besonders durch den fehlenden, jüngeren Spielernachwuchs in den darauffolgenden Eishockeymeisterschaftsspielen deutlich. Um dieses zu kompensieren, gründete der Verein 1996 die Eishockeynachwuchsschule „ZAGI“. Der dadurch eingeleitete Prozess führte bereits in der Saison 2007/2008 zum Erfolg. Alle Altersklassen sind wieder vollzählig vertreten. Insgesamt sind beim Eishockeyverein KHL Zagreb 120 Eishockeyspieler von den Senioren bis zu den Kadetten aktiv. Zudem brachte der Eishockeyverein eine große Zahl an kroatischen Eishockeynationalspielern hervor. Alle jüngeren Spielklassen des Vereins erzielten seither gute Ergebnisse. Sie nahmen erfolgreich an Eishockeyturnieren in Kanada, Tschechien, der Slowakei, Ungarn, Österreich, Serbien, Italien und in Kroatien teil. Im Jubiläumsjahr 2007 zum 25-jährigen Bestehen des Vereins konnte der Eishockeynachwuchs von insgesamt sieben nationalen Eishockeywettbewerben fünf Titel gewinnen.

## Erfolge
- Kroatischer Meister: 1992, 1993, 1994, 1996[1]

## Stadion
Die Heimspiele des KHL Zagreb werden in der Dvorana Velesajam in Zagreb ausgetragen. Die Eishockeyhalle bietet für insgesamt 1.000 Menschen Platz.